# الین اغلو
الین اغلو (ترکی استانبولی: Elin Oğlu) یک برنامهٔ تلویزیونی گفتگومحور است که از آ تی‌وی پخش می‌شود.